# Barrow (Grenada)
Barrow (dt.: „Karren“) ist eine Siedlung bei Saint David’s im Südosten des Inselstaates Grenada in der Karibik.

## Geographie
Die Siedlung liegt im Parish Saint David im Landesinneren und in der Nähe der Grenze zum Parish Saint George mit Mount Pleasant. Im Osten schließt sich Perdmontemps an.
Ein wichtiges technisches Bauwerk ist die Maringouins Bridge (⊙).